# Baszszar
Baszszar (arab. بشار, fr. Béchar, dawniej Colomb-Béchar) – miasto w Algierii.
Jest stolicą wilajetu o tej samej nazwie. Leży w algierskiej części Sahary, niedaleko granicy z Marokiem.
W 2008 roku liczba mieszkańców miasta wynosiła 165 627.